# Piet Raijmakers
Petrus Josephus „Piet“ Raijmakers (* 29. September 1956 in Asten) ist ein ehemaliger niederländischer Springreiter.

## Werdegang
Piet Raijmakers wurde 1956 als sechstes von neun Kindern geboren. Schon als kleiner Junge interessierte er sich für Pferde. Seine Eltern betrieben einen kleinen landwirtschaftlichen Betrieb in Bussel in der Nähe von Asten.
In seiner Kindheit ritt er zunächst ohne Sattel, später bekam er die Möglichkeit, einmal pro Woche Reitstunden zu nehmen. Raijmakers ging zunächst auf die Hauptschule in Deurne, später wechselte er auf eine technische Schule. Als Teenager bekam er sein erstes eigenes Pony namens Jelke. Mit ihm wurde der erst 15-jährige Piet Meister der Region Brabant. In dieser Zeit ging er dem örtlichen Hufschmied, der zugleich Pferdezüchter war, zur Hand. Neben dem Beschlagen von Pferden trainierte er auch andere Reiter. 1976 gewann Piet mit King Rota van de heer Rolvink den Titel Benelux Champion. Im Jahr 1980 wurde er mit Isocrates S niederländischer Meister. In diesem Jahr ritt er auch erstmals Pferde von Jo van Schijndel, dessen Unternehmen später bis zu dessen Karriereende Piet Raijmakers Sponsor war. Nachdem er erstmals 1986 in Aachen an einem internationalen Championat, den Weltmeisterschaften, teilgenommen hatte, wurde er ein Jahr später mit der niederländischen Mannschaft Vierter in der Mannschaftswertung der Europameisterschaften.
Im Jahr 1991 zog er mit seiner Familie nach Belgien auf das Gestüt Zangersheide von Léon Melchior um, der ihn als Bereiter engagierte. In diesem Jahr gewann er mit Ratina Z als Teil der niederländischen Mannschaft den Nationenpreis von Aachen und den Mannschaftseuropameistertitel in La Baule. In der Einzelwertung der Europameisterschaft erreichten Raijmakers und Ratina Z den vierten Platz. Ein Jahr später folgte die Silbermedaille in der Einzelwertung und die Goldmedaille in der Teamwertung bei den Olympischen Spielen in Barcelona. Ratina Z wurde nach dem großen Erfolg an Ludger Beerbaum verkauft.
Mit seinem Pferd Rinitou Z gewann Raijmakers 7 Große Preise und war etliche Male in der Top 10 der FEI Weltrangliste. 1996 bekam Piet einen neuen Sponsor: Jewel Court Stables. Mit dessen Pferd Jewel’s Emerald gewann er 1996 die Niederländische Meisterschaft.
Im Jahr 1999 machte er sich selbständig und übernahm auf einstimmigen Familienbeschluss die elterliche Anlage. Diese baute er in Folge um und betreibt seitdem dort einen Zucht-, Turnier- und Handelsstall.
Im Rahmen des Weltcupturniers von ’s-Hertogenbosch (Ende März 2010) beendete er seine sportliche Karriere. Seine Söhne Piet Raijmakers junior (88. Rang in der Weltrangliste Nr. 108) und Joep Raijmakers (1291. Rang in der Weltrangliste Nr. 108) sind ebenfalls im Springreitsport aktiv.

## Pferde
- Ureke (* 2001)
- Van Schijndel’s Curtis (* 1995 Holsteiner)
- Van Schijndel’s Now or Never (* 1995)
- Van Schijndel’s Optical (* 1996)
- Withney H

## Erfolge
2007
- 2. Platz im Nationenpreis in Calgary mit Van Schijndel’s Curtis
- 4. Platz im Nationenpreis in Lissabon mit Van Schijndel’s Now or Never
- 6. Platz im Nationenpreis - Super League in La Baule mit Van Schijndel’s Curtis

2006
- 1. Platz bei der Weltmeisterschaft in Aachen mit Van Schijndel’s Curtis (Team)
- 53. Platz bei der Weltmeisterschaft in Aachen mit Van Schijndel’s Curtis (Einzel)

2005
- 1. Platz im Nationenpreis in Falsterbo mit Van Schijndel’s Now or Never
- 1. Platz im Nationenpreis in Lissabon mit Van Schijndel’s Now or Never

1994
- 8. Platz bei der Weltmeisterschaft in Den Haag mit Amadeus Z
- 37. Platz bei der Weltmeisterschaft in Den Haag mit Amadeus Z

1993
- 5. Platz bei der Europameisterschaft in Gijón mit Rinnetou Z
- 16. Platz bei der Europameisterschaft in Gijón mit Rinnetou Z

1992
- 1. Platz bei den Olympischen Spielen in Barcelona mit Ratina Z
- 2. Platz bei den Olympischen Spielen in Barcelona mit Ratina Z

1991
- 1. Platz im Nationenpreis in Aachen mit Ratina Z
- 1. Platz bei der Europameisterschaft in La Baule mit Ratina Z
- 4. Platz bei der Europameisterschaft in La Baule mit Ratina Z

1990
- 5. Platz bei der Weltmeisterschaft in Stockholm mit Zamira
- 47. Platz bei der Weltmeisterschaft in Stockholm mit Zamira

1989
- 4. Platz bei der Europameisterschaft in Rotterdam mit Zamira
- 10. Platz bei der Europameisterschaft in Rotterdam mit Zamira

1987
- 4. Platz bei der Europameisterschaft in St. Gallen mit Jogger
- 10. Platz bei der Europameisterschaft in St. Gallen mit Jogger

1986
- 8. Platz bei der Weltmeisterschaft in Aachen mit Jogger
- 39. Platz bei der Weltmeisterschaft in Aachen mit Jogger